# Асселино, Франсуа
Франсуа́ Асселино́ (фр. François Asselineau; род. 14 сентября 1957, Париж, Франция) — французский политик.
С 1983 он работал советником в разных министерствах Французской Республики. С 1991 по 1993 год возглавлял отдел Азии и Океании Управления внешнеэкономических связей Министерства экономики и финансов.
В 1996 он стал генеральным инспектором в министерстве финансов Франции.
В 1999 году Асселино стал членом правой партии Объединение за Францию. В 2004 году получил должность от Николя Саркози и вошёл во фракцию Союза за народное движение в Парижском совете. 25 марта 2007 года (день 50-летия Римского договора) он создал новую партию Народный республиканский союз (НРС, фр. UPR). Основная цель этой партии — выход Франции из ЕС и Еврозоны. Асселино жёстко критикует внешнюю политику США и также требует выхода Франции из НАТО.

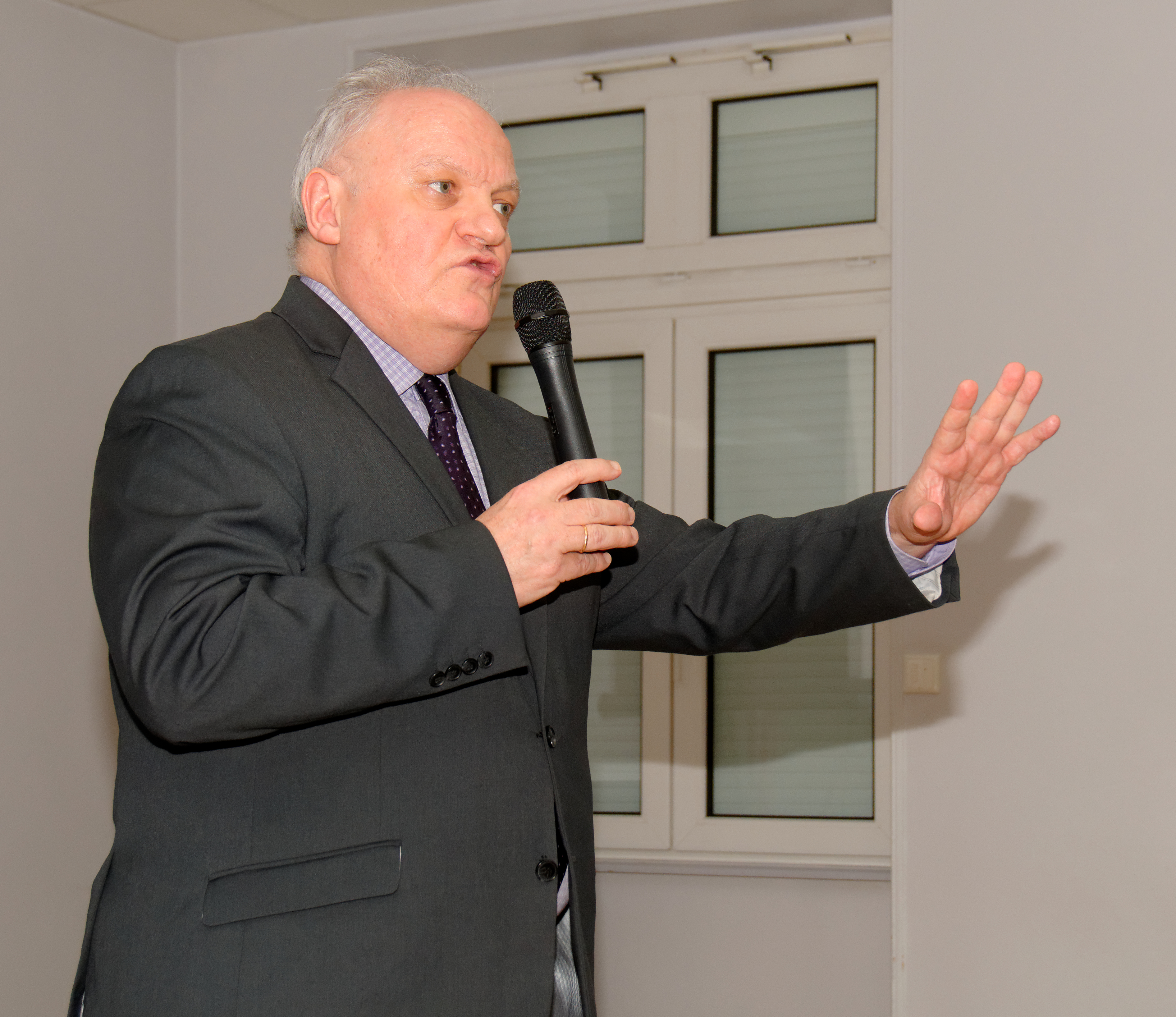

С марта 2014 года критикует политику Запада в украинском кризисе, считая, что крымский референдум не менее легитимен, чем референдум в Косово или Южном Судане. В ноябре 2014 Асселино назвал «государственной изменой» отказ Франции от продажи России кораблей «Мистраль». После посещения Крыма, 9 мая 2015, Франсуа Асселино, был единственным французским политиком на праздновании Дня победы в России.
Число членов партии НРС превысило 8000 человек в июле 2015 и 17 000 в марте 2017. Асселино и НРС вступили на региональные выборы в декабре 2015 во всех регионах метрополии (за исключением Корсики) и на острове Реюньон. В этих 13 регионах НРС набрал 189350 голосов, что составляет 0,9 % голосов, и демонстрирует прирост в 150 % по сравнению с европейскими выборами 2014 года. Франсуа Асселино пожаловался на то, что он не получал ни минуты эфира на основных каналах и радиостанциях. Чрезвычайное положение было даже поводом для отмены нескольких его интервью и запрета нескольких митингов.
Отдельные противники Франсуа Асселино обвиняют его в склонности к конспирологическим теориям, в том числе из-за того, что он заявлял о том, что Франсуа Миттеран и Жак Аттали с 1983 года сделали из ультраправой группировки Национальный фронт (0,18 % голосов в 1981 году) большую партию (9,65 % голосов в 1986 году) через активную медиатизацию. Также доказывает, что Национальный фронт никогда не требовал официально (в своей программе) выход из ЕС.
Асселино участвовал в президентских выборах 2017 года (набрав 0,92 % голосов, стал 9-м из 11 кандидатов) и собирался баллотироваться на выборах 2022 года, участвовал в предвыборной гонке, но не смог попасть в окончательный список кандидатов («скандальным образом исключён», как он сам описывает). В одном из выпусков партийного видеоблога UPR TV Асселино разобрал предвыборные программы всех кандидатов и отметил Жана Лассаля как кандидата с близкими целями (выход из ЕС и НАТО, среди прочего).
На европейских выборах 2024 года он набирал 1,02% голосов. Большую часть этих голосов он собирал на заморских территориях и среди французов, живущих за границей. Затем он решил баллотироваться от 11-го округа французов, живущих за границей, на Парламентские выборах, которые состоятся через 3 недели после европейских выборов и набирал 3,28% голосов.
В марте 2025 года Асселино обещает, что 5% резервов Банка Франции будут в биткойнах, если он будет избран президентом республики.